# Toni (film, 1999)
Pour les articles homonymes, voir Toni.
Pour plus de détails, voir Fiche technique et Distribution.
Toni est un film franco-italien réalisé par Philomène Esposito, sorti en 1999.

## Synopsis
Toni (Alessandro Gassman jr), un jeune tueur à gages de la mafia italienne, est en mission à Paris, il y rencontre un tueur à gages à la retraite (Ral Vallonne) et une Française (Béatrice Dalle).

## Fiche technique
- Réalisation : Philomène Esposito
- Scénario : Philomène Esposito, Patrick Laurent
- Producteur : Pier Francesco Aiello, Olivier Granier, Daniel Szuster
- Musique du film : Alexandre Desplat
- Directeur de la photographie : Emmanuel Machuel
- Montage : Nicolas Barachin
- Distribution des rôles : Paula Chevallet et Bruno Delahaye
- Création des décors : Christian Marti
- Création des costumes : Luigi Bonanno	 et Nathalie Cercuel
- Coordinateur des cascades : Patrick Cauderlier
- Sociétés de production :  Galfin  et P.F.A. Films
- Société de distribution : Les Films Ariane
- Format : couleur - Son Dolby Digital
- Pays de production :  France |  Italie
- Genre : drame, policier,  romantique
- Durée : 90 minutes
- Date de sortie 
  -  France : 20 janvier 1999

## Distribution
- Alessandro Gassman : Toni
- Béatrice Dalle : Marie
- Raf Vallone : Le vieux / The Old Man
- Venantino Venantini : Minelli
- Elena Varzi : Sylvana
- Martin Esposito : L'ange gardien
- Roland Marchisio : Pippo
- Salvatore Ingoglia : L'homme de main de Minelli
- Bruno Delahaye : Jacques
- Mario Iera : Le patron du restaurant
- Alessio Caruso
- Roger Knobelspiess